# Robert Kretschmer

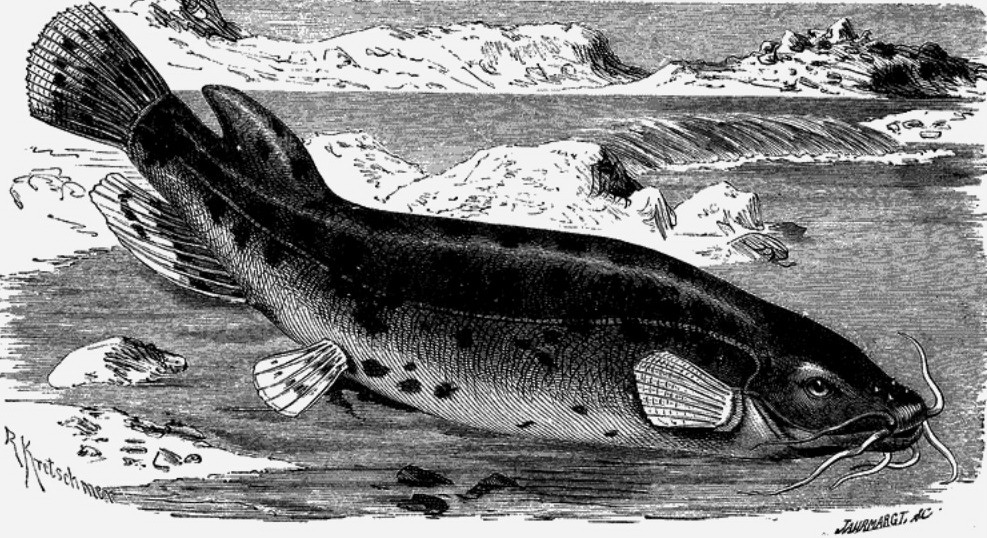

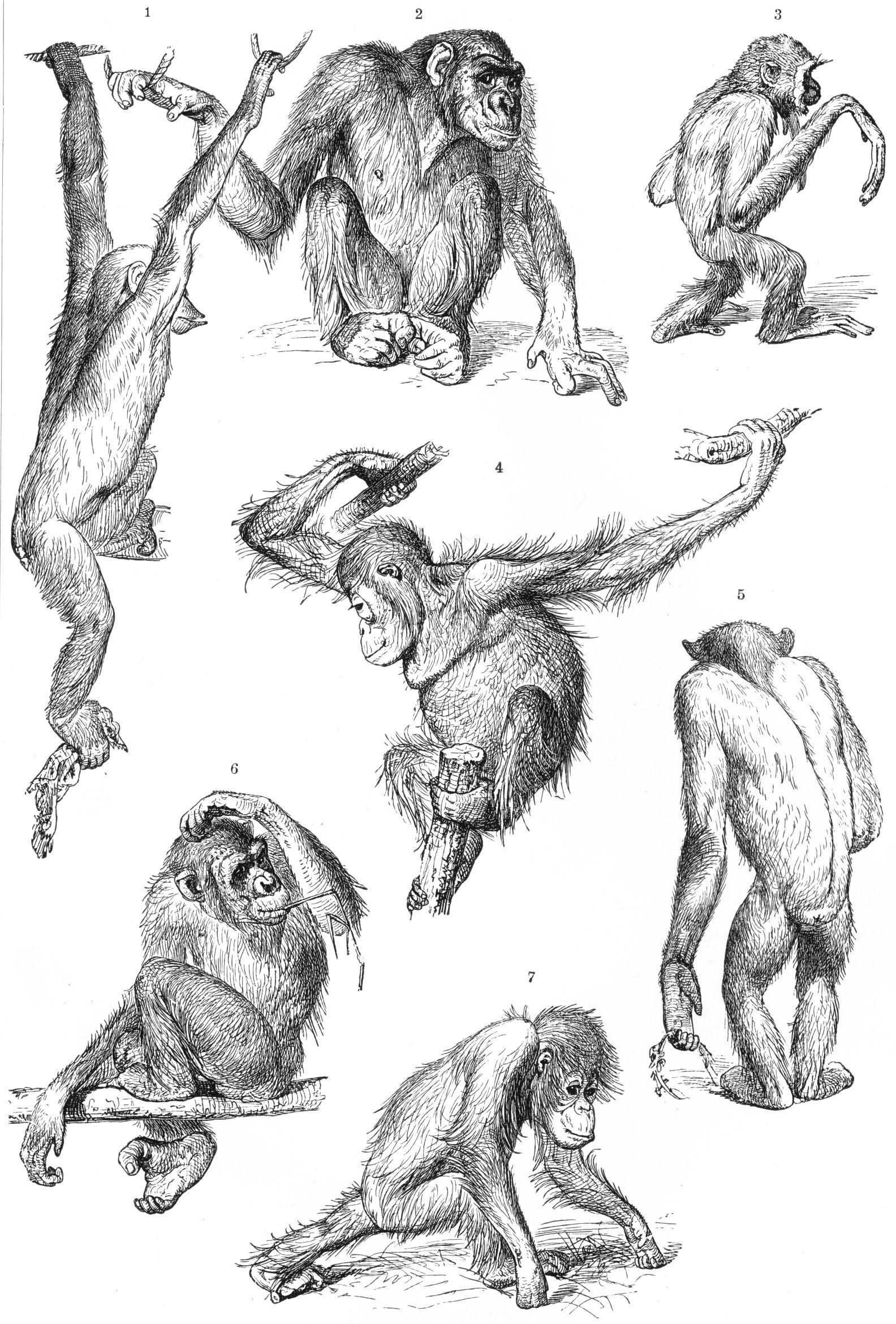

Robert Kretschmer (* 29. Januar 1818 in Berghof bei Schweidnitz, Provinz Schlesien; † 25. Mai 1872 in Leipzig) war ein deutscher Maler und Zeichner.

## Leben
Robert Kretschmer bildete sich an der Berliner Kunstakademie, kam Anfang 1849 als Leiter des Zeichnungswesens an die Illustrirte Zeitung zu Leipzig und trat 1857 daselbst in das lithographische Institut von J. G. Bach. Er wandte sich mehr und mehr dem Studium der Tier- und Pflanzenwelt zu und begleitete 1862 Herzog Ernst II. von Sachsen-Coburg und Gotha nach Ägypten, illustrierte dessen Reisewerk (Leipzig 1864) und lieferte auch Zeichnungen zu wissenschaftlichen Büchern (z. B. Settegasts Tierzucht) und Zeitschriften. Als sein Hauptwerk sind die großenteils nach dem Leben entworfenen Zeichnungen zu Alfred Brehms Illustriertem Tierleben anzusehen, in denen er die naturgeschichtliche Abbildung auf eine höhere Stufe hob.
Der Kostüm-Maler Albert Kretschmer war ein Bruder von Robert.